# Annette Tabbara
Annette Tabbara (* 23. November 1970 in Frankfurt am Main) ist eine deutsche Verwaltungsjuristin und politische Beamtin (SPD).

## Werdegang
Von 1990 bis 2000 studierte Tabbara Rechtswissenschaften an den Universitäten Hamburg und Dalhousie, promovierte zum Dr. jur. und absolvierte ein Rechtsreferendariat am Hanseatischen Oberlandesgericht. In der Folge war sie 2001 als Lehrbeauftragte an der Universität zu Köln, 2002 als Anwältin einer Rechtsanwaltskanzlei sowie von 2003 bis 2005 als Dezernentin bei der Deutschen Rentenversicherung tätig. Ab 2005 war sie in verschiedenen Funktionen (zunächst von 2005 bis 2007 als Referentin, 2007 bis 2011 als persönliche Referentin eines beamteten Staatssekretärs und ab 2011 als Referatsleiterin) im Bundesministerium für Arbeit und Soziales beschäftigt, ehe sie 2015 Leiterin des Arbeitsstabs der Staatsministerin bei der Bundeskanzlerin und des Büros der Beauftragten der Bundesregierung für Migration, Flüchtlinge und Integration, Aydan Özoğuz, wurde. In dieser Funktion wirkte sie bis zu ihrem Wechsel in die Hamburger Senatskanzlei.
Am 28. März 2018 wurde Tabbara vom neu gewählten Ersten Bürgermeister Peter Tschentscher zur Staatsrätin und Bevollmächtigten der Freien und Hansestadt Hamburg beim Bund, bei der Europäischen Union und für auswärtige Angelegenheiten des Senats Tschentscher I berufen. Sie wurde Nachfolgerin Wolfgang Schmidts. In ihrer Funktion als Bevollmächtigte beim Bund war Annette Tabbara Mitglied der deutsch-französischen und deutsch-russischen Freundschaftsgruppe des Bundesrats.
Seit 1. Oktober 2019 ist Tabbara Abteilungsleiterin Teilhabe und Belange von Menschen mit Behinderungen, Soziale Entschädigung und Sozialhilfe im Bundesministerium für Arbeit und Soziales.